# Sarah Haskins-Kortuem
Sarah Haskins-Kortuem (* 13. März 1981 in St. Louis als Sarah Haskins) ist eine US-amerikanische Triathletin, Olympiastarterin (2008) und Vizeweltmeisterin auf der olympischen Distanz (2008).

## Werdegang
In ihrer Jugend war Sarah Haskins als Schwimmerin aktiv und startete 2003 bei ihrem ersten Triathlon.

### Nationale Meisterin Kurzdistanz 2006
Sie erlangte 2004 die Profi-Lizenz. Gleich im ersten Jahr wurde sie Dritte bei der Nationalen Meisterschaft auf der Triathlon-Kurzdistanz (1,5 km Schwimmen, 40 km Radfahren und 10 km Laufen) und zwei Jahre später 2006 wurde sie Triathlon-Staatsmeisterin.

### Olympische Sommerspiele 2008
2008 wurde sie in Vancouver Vizeweltmeisterin und sie startete bei den Olympischen Sommerspielen in Peking, wo sie den elften Rang erreichte.
2012 startete sie nach ihrer Hochzeit mit Nathan Kortuem als Sarah Haskins-Kortuem und wurde zum zweiten Mal Nationale Meisterin auf der Kurzdistanz.

### Mitteldistanz seit 2015
2015 wechselte sie auf die Mitteldistanz (1,9 km Schwimmen, 90 km Radfahren und 21,1 km Laufen) und konnte hier erfolgreich starten. Im April 2017 kam ihr zweites Kind zur Welt und sie lebt mit ihrer Familie in St. Louis.
Im Dezember 2018 gewann sie auf der Mitteldistanz die Erstaustragung der Challenge Daytona in Florida.

## Auszeichnungen
- 2009 wurde sie in den USA als „Triathletin des Jahres“ geehrt.

## Sportliche Erfolge
| Datum/Jahr    | Rang | Wettbewerb                                      | Austragungsort           | Zeit     | Bemerkung                                                                                           |
| ------------- | ---- | ----------------------------------------------- | ------------------------ | -------- | --------------------------------------------------------------------------------------------------- |
| 24. Apr. 2016 | 1    | St. Anthony’s Triathlon                         | St. Petersburg           | 01:58:31 | |
| 5. März 2016  | 2    | Sprint Triathlon American Cup                   | Clermont                 | 01:00:01 | |
| 5. März 2016  | 1    | Sprint Triathlon American Cup                   | Clermont                 | 01:02:17 | |
| 1. Juni 2014  | 1    | Escape from Alcatraz Triathlon                  | San Francisco            | 02:17:42 | |
| 15. Sep. 2012 | 1    | USA Triathlon Elite National Championships      | Buffalo                  |          | Nationale Meisterin                                                                                 |
| 23. Okt. 2011 | 1    | Pan American Games                              | Puerto Vallarta          | 01:57:37 | Sieg vor Bárbara Riveros Díaz in Guadalajara                                                        |
| 8. Mai 2011   | 1    | ITU Triathlon World Cup                         | Monterrey                | 01:57:15 | |
| 5. Juni 2010  | 5    | ITU Triathlon World Championship Series 2010    | Madrid                   | 02:06:48 | [ 1 ]                                                                                               |
| 8. Mai 2010   | 10   | ITU Triathlon World Championship Series 2010    | Seoul                    | 02:02:02 | [ 2 ]                                                                                               |
| 25. Apr. 2010 | 1    | St. Anthony’s Triathlon                         | Saint Petersburg         |          | Siegerin in Florida                                                                                 |
| 14. März 2010 | 1    | Miami International Triathlon                   | Miami                    | 01:58:16 | |
| 27. Juni 2009 | 9    | Hy-Vee ITU Triathlon Elite Cup                  | Des Moines               | 02:03:26 | 1,5 km Schwimmen, 40 km Radfahren und 10 km Laufen                                                  |
| 5. Okt. 2008  | 2    | US Open Triathlon Championships                 | Dallas                   | 01:58:40 | Zweite hinter der Schwedin Lisa Nordén                                                              |
| 18. Aug. 2008 | 11   | Olympische Sommerspiele 2008                    | Peking                   | 02:01:21 | Der Wettbewerb bestand aus den drei Disziplinen 1,5 km Schwimmen, 40 km Radfahren und 10 km Laufen. |
| 8. Juni 2008  | 2    | ITU Triathlon Short Distance World Championship | Vancouver                |          | Vizeweltmeisterin auf der olympischen Distanz                                                       |
| 2008          | 2    | USA Triathlon Elite National Championships      | Hagg Lake                |          | |
| 15. Okt. 2007 | 1    | US Open Triathlon Championships                 | Dallas                   | 01:55:45 | |
| 2007          | 2    | USA Triathlon Elite National Championships      | Honolulu                 |          | |
| 25. Juni 2006 | 1    | USA Triathlon Elite National Championships      | Long Beach (Kalifornien) |          | Nationale Meisterin                                                                                 |
| 25. Juni 2004 | 3    | USA Triathlon Elite National Championships      | Boston                   |          | Nationale Meisterschaft                                                                             |

| Datum/Jahr    | Rang | Wettbewerb          | Austragungsort   | Zeit     | Bemerkung                                                             |
| ------------- | ---- | ------------------- | ---------------- | -------- | --------------------------------------------------------------------- |
| 8. Dez. 2018  | 1    | Challenge Daytona   | Daytona Beach    | 02:42:51 | Verkürzter Kurs: 1,6 km Schwimmen, 60 km Radfahren und 13,1 km Laufen |
| 10. Apr. 2016 | 1    | Ironman 70.3 Texas  | Galveston Island | 04:12:46 |                                                                       |
| 31. Jan. 2016 | 1    | Ironman 70.3 Panama | Panama City      | 04:08:53 |                                                                       |
| 25. Okt. 2015 | 1    | Ironman 70.3 Miami  | Miami            | 04:12:57 |                                                                       |

(DNF – Did Not Finish)